# Erik Danielsson
Erik Danielsson, född 12 oktober 1776 i Gopa, Bjursås socken, Dalarna, död 28 mars 1838 i Svärdsjö socken, var en svensk konstnär och dalamålare. 
Danielsson har inslag av både Leksands- och Rättviksmåleri i sina verk. De mest kända målerierna gjorde han tillsammans med kollegan Mats Persson Stadig i Svärdsjö kyrka. Det var även i Svärdsjö som han tillbringade sin senare del av livet.